# Валлес, Жюль
Жюль Валле́с (фр. Jules Vallès, 11 июня 1832, Ле-Пюи-ан-Веле (департамент Верхняя Луара) — 14 февраля 1885, Париж) — французский писатель и политический деятель; революционер, участник коммуны 1871 года, за что был приговорён к смерти, успел бежать. В 1881 году вернулся по амнистии во Францию, в 1871 и с 1883 года издавал революционную газету «Cri du peuple», в изгнании написал автобиографический роман «Jacques Vingtras» («Баккалавр», русский перевод, 1883).

## Биография
Его родители — из крестьянской среды. Отец — учитель.
Детство Валлеса суровое, как и юность. Декабрьский переворот 1851 года застал его в Париже сражающимся на баррикадах за республику. В первые годы Второй империи Валлес вел голодную жизнь «отщепенца».
Переживания той поры писатель выразил в своих первых произведениях: «L’argent» («Деньги», 1857), «Le dimanche d’un jeune homme pauvre» («Воскресный день бедного молодого человека», 1860). За ними последовали «Les réfractaires» («Отщепенцы», 1865). Здесь люди, органически неприемлющие существовавшего общества и указанного им места в нём, бросают ему свой вызов. В 1866 году вышел «La rue» («Улица»). В конце 1860-х годов Валлес — популярный журналист, «кандидат нищеты» на выборах в Законодательный корпус (1869).
В 1870 году Валлес участвовал в восстании против правительства «Национальной обороны». В 1871 году Валлес — член Коммуны и редактор газеты «Le cri du peuple» («Крик народа»). Столь резкий и непримиримый в предшествующие революции годы, Валлес во время революции высказывался против террора.
После разгрома Коммуны Валлес оставил Францию, где его заочно приговорили к смерти, и поселился в Лондоне. Там он пишет «Лондонскую улицу» (русский перевод, М. — Л., 1926) и работал над трилогией «Jacques Vingtras», законченной по возвращении Валлеса на родину (после амнистии 1880). Первая часть трилогии — «L’enfant» («Дитя», 1879), вторая — «Le bachelier» («Баккалавр», 1881, перев. на русск. яз. Б. Гимельфарб, СПб., 1913), последняя — «L’insurgé» («Инсургент», посмертное издание 1885, есть русский перевод, Петроград, 1921).
Валлес как художник — изображал общественные группы, к которым неприменимо понятие быта как постоянного, устойчивого, определённого жизненного уклада. Но «отщепенцы» Валлеса сильно отличаются от людей богемы в обычном смысле. Они — не отбросы общества, не те обделённые на пиру его верхушки и сбившиеся с пути, кто, фрондируя против «мещанства», в сущности приемлют его основы.
«Отщепенцы» Валлеса ненавидят не буржуа, а буржуазию — не лица, а систему. Его герои — «инсургенты» по преимуществу, они в любой момент готовы не на словах, а на деле восстать против этой системы. Они не боятся труда, а хотят его освободить. Воля и чувство у Валлес и его отщепенцев достаточно сильны и определённы, но сознание ещё смутно и зыбко. «Отщепенец» ещё «не переварился в фабричном котле», он смотрит в поле, в деревню, с которой ещё не порвал связи, мечтает ещё об идиллии сельской жизни.
Он — прудонист, но не коллективист. Валлес называл себя «социалистом-индивидуалистом», но не коммунистом. Мелкая поземельная собственность, по-видимому, сохранялась при его совершенном общественном строе, пользование экспроприированными орудиями производства мыслилось как частное, ассоциация производителей — как «добровольная».
В «Лондонской улице» автор закрепил в ряде беглых отметок, летучих характеристик и сценок жизнь этого мирового города в эпоху расцвета английского капитализма. Лондон во всякое время дня и ночи, праздный и трудовой, на улице и дома, на работе и на отдыхе, порочный, унижающий и униженный, сдавленный стальным спрутом ещё крепкого, гибкого, уверенного в себе капитализма — вот тема очерков Валлеса. Но автор слишком подавлен этой мощью этой Англии, устойчивостью её быта и социально-политических форм, патриотизмом, охватывающим массы её населения, и ему кажется, что «века и века» просуществует этот строй нищеты внизу и чудовищной роскоши наверху.
Валлес не увидел ростков будущего, «новой Англии». Валлес — интеллигент и эстет. «Лондонская улица» проникнута антипатией к англичанам и ко всему английскому. Чувство безнадёжной реакционности Англии времён королевы Виктории, вера в революционные силы Франции, эстетизм — вот что питает и обостряет национализм Валлеса.
Все им написанное — автобиографично. И его Жак Вэнтра и другие его «отщепенцы» — интеллигенты, вышедшие из крестьянства или же выросшие в семьях мелких ремесленников, несмотря на свой бродячий образ жизни, ещё крепко связаны с землёй. Они — инсургенты, но и патриоты, даже националисты. И это характерно для их психологии, не порвавшей с собственностью, подвластной «своей земле», «своей мастерской», «своему верстаку».
Язык Валлеса обилен народными оборотами, но не лишён и изысканности, даже вычурности сравнений и метафор — привкус недостаточно ассимилированной городской культуры и школьной риторики. Стиль Валлес — стиль сатирика и агитатора. Он подчёркивает, утрирует, он явно тенденциозен, но остаётся художником. Выручают большой темперамент и свирепый юмор, жгучий и колючий от избытка жёлчи.
Валлес-художник остался журналистом, как и Валлес-журналист не переставал быть художником. Для его творчества характерна фрагментарность, преодолеваемая единым устремлением автора. Композиция его произведений примитивна. Некоторые из них составились из газетных статей и корреспонденций на одну основную тему («Отщепенцы», «Улица», «Лондонская улица»). Мастерство архитектоники заменяет в его сотканной из эпизодов трилогии естественная, временная последовательность художественной автобиографии.
«Ж. Вэнтра» — своеобразнейший «Bildungsroman» — история развития и формирования не мыслителя, не художника, а революционера. Примитивная в основном композиция осложняется здесь вводными сценами, отступлениями, остроумными тирадами, записями дневника или памятной книжки, своего рода словесными арабесками, не нарушающими единства стиля, мозаичного и отрывочного по существу.

## Публикации текстов
- Валлес Ж. Парижская коммуна / Перевод О. В. Моисеенко ; изд подгот. О. В. Моисеенко и Ю. Данилин ; отв. ред. Ю. Данилин. — М. : Наука, 1984. — Приложения. — 400 с. — (Литературные памятники / Председатель редколлегии Д. С. Лихачёв). — 45 000 экз.